# Contea di Lu
La contea di Lu (泸县S, Lú XiànP) è una contea della Cina, situata nella provincia di Sichuan e amministrata dalla prefettura di Luzhou.